# Little Southwest Miramichi River
Little Southwest Miramichi River är ett vattendrag i Kanada.   Det ligger i provinsen New Brunswick, i den östra delen av landet, 800 km öster om huvudstaden Ottawa.
I omgivningarna runt Little Southwest Miramichi River växer i huvudsak blandskog. Trakten runt Little Southwest Miramichi River är nära nog obefolkad, med mindre än två invånare per kvadratkilometer.